# うっせぇわ
「うっせぇわ」（英語: Usseewa）は、日本の歌手・Adoの楽曲。メジャー1作目の配信限定シングルとして2020年10月23日にリリースされた。作詞作曲はボカロPのsyudouが手掛けている。
刺激的な歌詞などが大きな話題を呼んでTikTokやSNSで急速に拡散された。YouTube再生回数は1億回再生、ニコニコ動画では500万回再生を記録。デジタルセールスは累計30万DLに達し、ストリーミング再生回数は3億回を突破している。Adoの代表曲の一つとされる。

## 背景
メジャー1作目の楽曲で、自身の名義としては初のオリジナル楽曲となる。Adoは楽曲について、包み隠さないありのままの感情を表現しているところに惹かれたと述べている。「うっせぇわ」は社会人の気持ちや不満を表現した楽曲であるが、Ado本人は当時高校生だったため、これまでに自分が感じてきた怒りの感情や嫌だったことを思い出しながら歌ったという。syudou自身のお気に入りの歌詞は「あなたが思うより健康です」というフレーズだという。syudouはまだネットシーンでのみ活動をしていた当時に、ネットの音楽が「病んでいる」「暗い」というイメージで片づけられていたことに不満を持っていたといい、それに対してガツンと伝えたいという思いが上記の歌詞に込められている。
2020年12月2日には、YouTubeの動画再生回数が1000万回を突破したことを記念し、同曲のピアノバージョンが公開された。2021年2月5日には、Gigaがリミックスした「うっせぇわ（Giga Remix）」が配信リリースされた。

## 反響と受賞

### 批評
楽曲はYouTubeの動画を起点とし、幅広い世代を巻き込んだヒットとなった。その刺激的な歌詞から、物議をかもすほどの反響が見受けられた。
- 音楽ライターの今井智子は、匿名性の高いボカロや歌い手の世界では顔出ししないことが当然ともいえるが、Adoの声は余計な情報がなくとも楽曲が成り立つことを示しており、強力な個性や過剰な露出を前提とするリアルなアイドルやアーティストに対するカウンターパンチのようだと評した[15]。
- 精神科医の木村好珠は、「うっせぇわ」と尾崎豊の楽曲「15の夜」を対比した上で、尾崎の時代はバイクを盗んで走り出すなどの行動に表すことができたが、今は優等生のように育ち自己主張が苦手な人が多く、鬱憤の晴らし方がより内側にこもり出している、と指摘した[16]。
- ジャパン・タイムズのライターであるパトリック・セント・ミシェルは、2021年の日本の音楽シーンを総括する記事で、「この曲は、いまだパンデミックの渦中にある社会の中において、身近な人に向けられた”回し蹴り”だった」と述べ、またそのヒットについて「COVID-19が日本の若者から有給休暇や東京での夜遊びなど、あらゆるものを奪ったこともあって、注目を集めるようになった」としている[17]。
- いしわたり淳治は、テレビ朝日系「関ジャム 完全燃SHOW」に出演した際に「2021年の年間マイベスト」第1位に本楽曲を選出。いしわたりは「プロのミュージシャンの作る音楽からは流行語が生まれない時代が長く続いて、個人的にそれを寂しく思っていた」といい、「その意味で、社会現象にもなった『うっせぇわ』は純粋に嬉しかった」「今の音楽界においてとても意味のあるヒットだった」と述べ、また「彼女の音楽的なセンスの良さと、唯一無二の声と歌唱力は、2021年1番の衝撃だった」と話した[18]。

### 受賞
- MTV Video Music Awards Japan 2021「MTV・ブレイクスルー・ソング」（2021年）[19]
- J-WAVE SPECIAL MUSIC FUN! AWARDS 2021[注 1]「Best of Lyrics　最優秀作詞賞」（2021年）[12]。
- 新語・流行語大賞2021 - トップテン（2021年）[20]
- 2021年度MPA賞ヒット・ソング賞（NexTone）[21]
- NexTone Award 2022 - Silver Medal[22]
- NexTone Award 2023 - Gold Medal[23]

## チャート成績
本楽曲は、まずリリース3週目となる2020年11月16日付の「Billboard Japan Hot 100」にて97位でTOP100圏内に初登場すると、発売から1か月半が経過した12月10日付のSpotifyバイラルチャート「バイラルトップ50（日本）」で1位を記録。その後翌年1月25日付 （リリース13週目） のBillboard JAPAN総合ソング・チャート「JAPAN HOT 100」で、ダウンロード13位 （8,713DL）、ストリーミング12位 （4,635,629再生） をマークし、初のTOP10入りを果たした。その翌週には、「Billboard Japan Download Songs」で自身初のダウンロード首位 （19,683DL） を獲得した。また、同週のオリコン「週間デジタルシングル（単曲）ランキング」、「週間ストリーミングランキング」の両方で初の1位を記録している。さらに2月22日付の「Download Songs」で1位 （27,300DL） を獲得し4連覇を達成すると、翌月15日付の「Billboard Japan Hot 100」にて、自身初となる総合首位を獲得した。
2021年3月29日付のBillboard JAPANチャートにて、ストリーミング累計再生回数が1億回を突破した。チャートイン17週目での1億回突破は歴代6番目の速さとなり、ソロ歌手では最年少の記録となった。その後リリースから8ヵ月半が経過した2021年7月17日には、累計再生回数が2億回を突破したことがアナウンスされた。

### 認定と売上
|                                | 認定 （RIAJ）      | 売上/再生回数      |
| ------------------------------ | ------------------ | ------------------ |
| ダウンロード                   | プラチナ           | 358,000 DL         |
| ストリーミング                 | トリプル・プラチナ | 300,000,000 回再生 |
| *認定のみに基づく売上/再生回数 |                    |                    |

## ミュージックビデオ
ミュージックビデオの制作はWOOMAが担当した。再生回数は、公開から3か月足らずで3600万回に達し、2021年3月20日に1億回を突破した。

## カバー
- プロジェクトセカイ カラフルステージ! feat. 初音ミク - 2022年1月31日にゲーム『プロジェクトセカイ カラフルステージ! feat.初音ミク』とAdoのタイアップ企画の一環として、25時、ナイトコードで。から朝比奈まふゆ（田辺留依）と暁山瑞希（佐藤日向）が歌唱のセカイver.と、初音ミクによる歌唱のバーチャル・シンガーver.が収録される[37]。
- ビリーバンバンの菅原進がYouTube、ニコニコ動画でカバー。

## その他
- 明星食品 - 2021年4月より同社の主力商品のひとつ、「中華三昧」タテ型カップ麺のCM『うっめぇわ篇』に同楽曲が使用されている（但し、歌詞は替え歌）[38]。
- KONAMI『ノスタルジア』 - 2021年3月31日に本人音源で収録[39]。
- KONAMI『jubeat』（スマホアプリ版） - 2021年5月7日に本人音源で収録[40]。
- セガ『maimai でらっくす UNiVERSE』 - 2021年9月16日に本人音源で収録[41]。
- セガ『CHUNITHM NEW』- 2021年11月4日に本人音源で収録[42]。
- セガ『オンゲキ bright』 - 2021年10月21日に本人音源で収録[43]。
- バンダイナムコ『太鼓の達人』 - 2021年4月21日に本人音源で収録[44]。
- ニンゲン観察バラエティ モニタリング（TBS系） - 2025年4月10日放送回に於ける大学卒業式への潜入企画に於いて、ダンスパフォーマンス集団のアバンギャルディが、Ado本人歌唱音源をバックに一糸乱れぬオリジナルダンスを披露している。